# 전주한지문화축제
전주한문화축제는 전북특별자치도 전주시에서 개최하는 축전으로 5월초에 개최하며, 전주한지를 활용한 다양한 놀이문화를 통해 천년한지의 문화와 전통의 계승을 통한 관광 매력의 향상, 지역주민과 관광객 등이 함께 어울리는 축제로 승화시키기 위해 한지를 놀이중심으로 만들어 이를 비전으로 삼았다.
축제기간에는 전국한지공예대전 시상식, 전주한지국제패션쇼, 전주한지코스튬플레이, 다양한 콘서트등의 볼거리들이 제공되며 가족창호문바르기대회, 지승줄다리기, 전주한지골든벨, 각종 전래놀이 및 각종 체험산업관에서 다양한 한지문화와 관련된 체험을 제공하고 있노

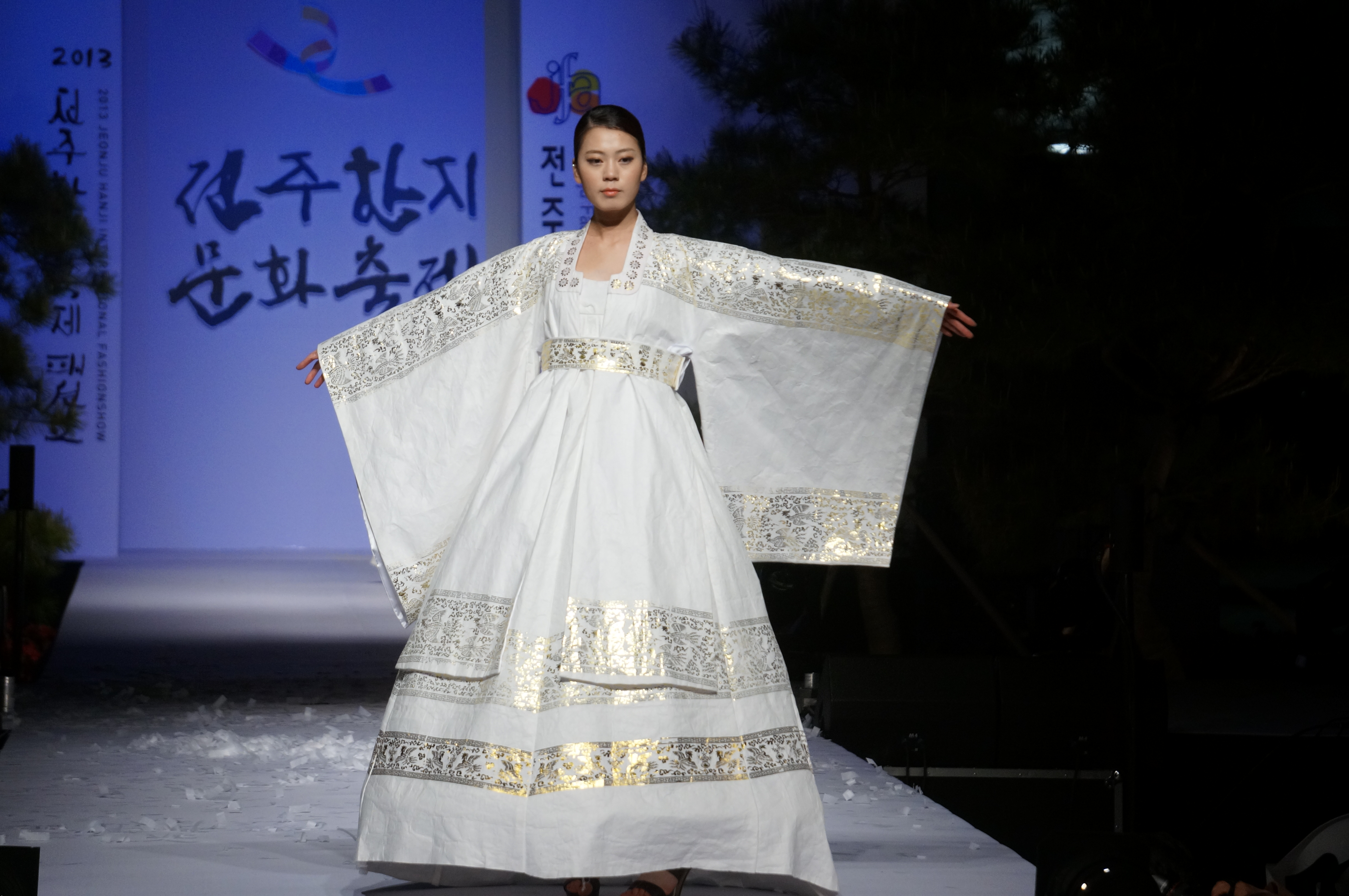
전주한지국제패션쇼

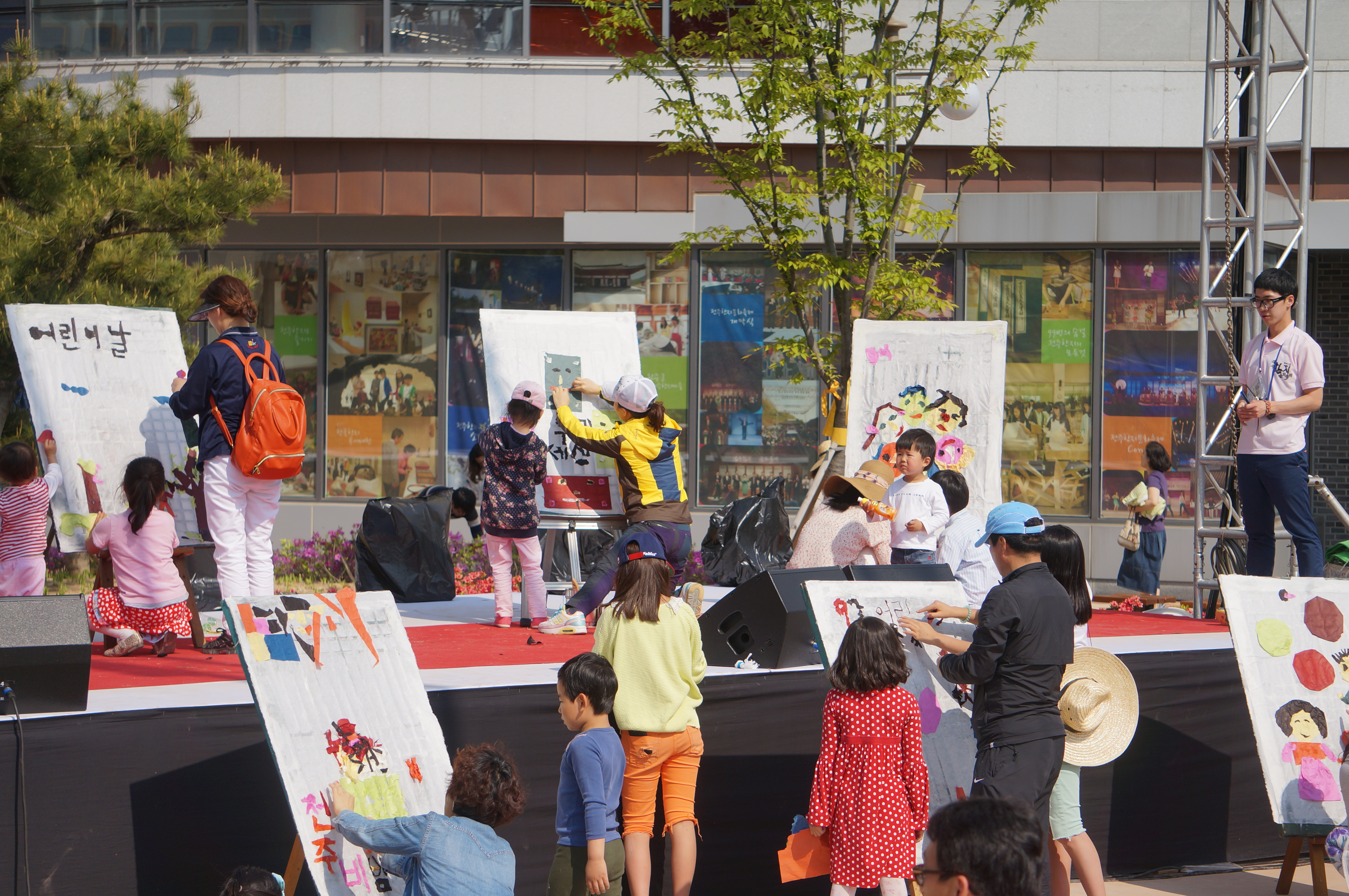
가족창호문바르기대회

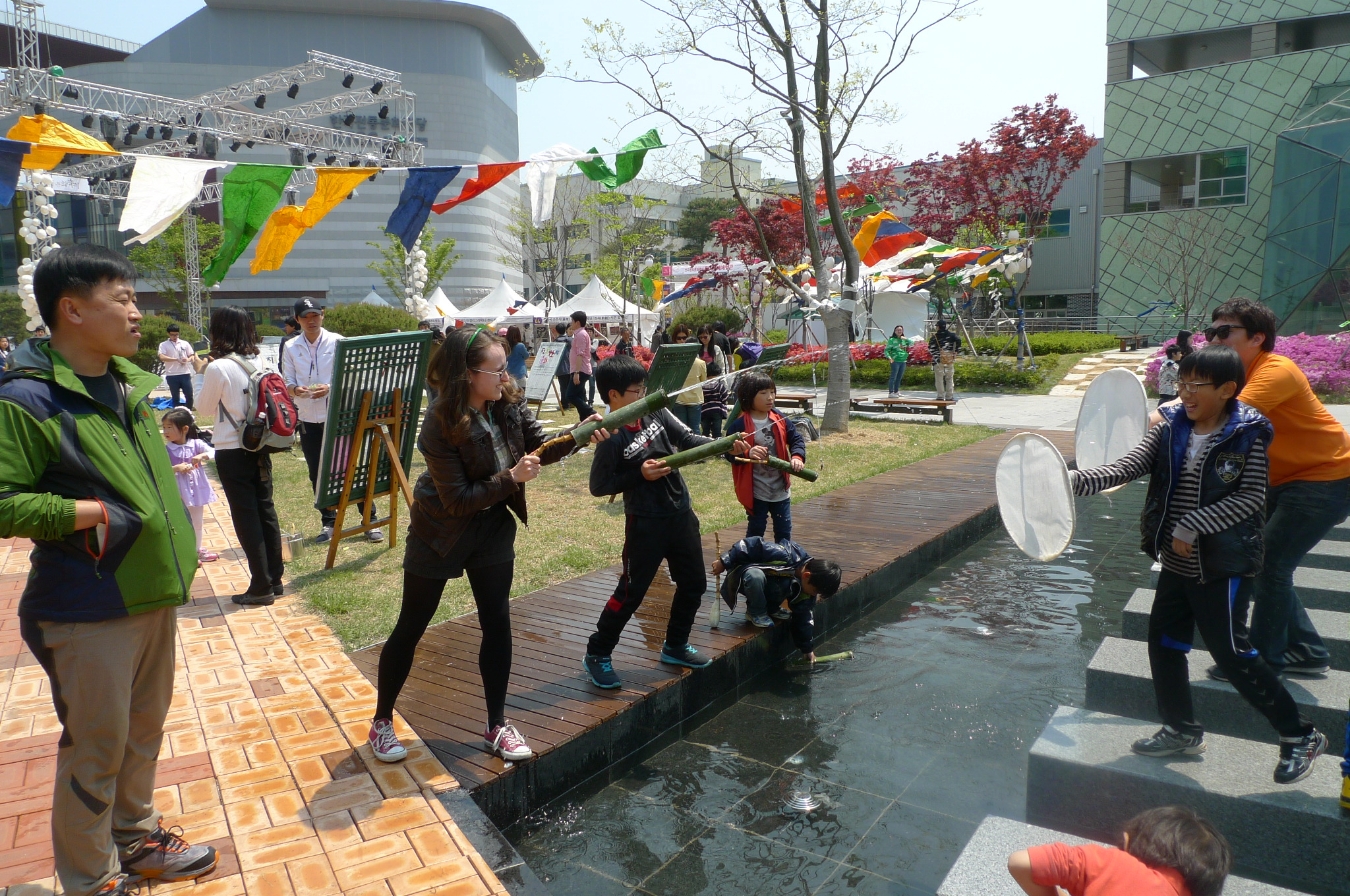
대나무총 및 한지방패를 이용한

- 1997년: 전주한지축제로 개최. (제1회)
- 1999년: 전주종이축제로 명칭을 변경하여 개최. (제3회)
- 2006년: 10주년을 맞아 전주한지문화축제로 명칭 변경하여 개최.
- 2014년: 당초 5월 3일부터 4일간 개최할 예정이었지만, 세월호 침몰 사고의 여파로 취소되었다.